# فاليريا فالينتي
فاليريا فالينتي (مواليد 16 سبتمبر 1976) سياسية إيطالية ومحامية. فالينتي عضو في الحزب الديمقراطي. ولدت في نابولي بإيطاليا عام 1976. عندما كانت صغيرة جدًا كانت نشطة في سياسة الحركة الطلابية. في سن 18 أصبحت منسقة لمدينة نابولي وبعد ذلك بعام انضمت إلى الاتحاد الوطني للطلاب، لذلك انتقلت إلى روما لمواصلة مسيرتها السياسية. في عام 2016 أعلنت ترشحها للانتخابات التمهيدية للحزب الديمقراطي لمنصب عمدة نابولي.
في عام 2011 أصبحت منسقة المرأة الديمقراطية في كامبانيا. في ديسمبر 2012 شاركت في الانتخابات التمهيدية للحزب الديمقراطي، وفي فبراير 2013 تم انتخابها نائبة في دائرة كامبانيا 1. درست في جامعة نابولي فيديريكو الثانية حيث حصلت على شهادة في القانون. فالينتي الذي نشأت في المنطقة السياسية لباسولينو في وقت عضوية المجلس في مفاصل إيرفولينو كانت مدعومة من جميع أعيان الحزب المحلي في تناقض رئيسي مع رئيس البلدية السابق. انضمت فالنتي إلى المجلس البلدي كزعيم للحزب الديمقراطي حيث حصل على 21٪ من الأصوات، واحتل المركز الثالث خلف جياني ليتييري والعمدة المنتهية ولايته لويجي دي ماجيستريس الذي أعيد انتخابه في اقتراع 19 يونيو. متزوجة ولديها أطفال.